# 黄国文
黄国文，华南农业大学外国语学院院长、生态语言学研究所所长、教授，主要从事功能语言学、生态语言学、应用语言学等领域的研究工作。黄国文还担任中国英汉语比较研究会副会长、中国英汉语比较研究会英汉语篇分析专业委员会会长，《中国外语》主编，曾入选中国教育部“长江学者”特聘教授，享受国务院政府特殊津贴。